# Locustella chengi
Cigarrinha-do-sujuão ou cigarrinha-de-sujuão (Locustella chengi) é uma espécie de ave da família Locustellidae. Endêmica da China, onde pode ser encontrada em áreas montanhosas nas províncias de Shaanxi, Sichuan, Guizhou, Hubei e noroeste de Hunan, com um único registro no noroeste de Jiangxi.